# ۹ دی
۹ دی دویست و هشتاد و پنجمین روز سال در گاه‌شماری خورشیدی است. به پایان سال ۸۰ روز (۸۱ روز در سال کبیسه) باقی‌است.

## رویدادها
- ۱۳۰۰ - عضویت ایران در جامعه ملل
- ۱۳۰۹ - نمایش «آبی و رابی»، نخستین فیلم بلند داستانی صامت ایرانی، در سینما مایاک
- ۱۳۸۵ - اعدام صدام حسین، رئیس جمهور پیشین عراق
- ۱۳۸۸ - راهپیمایی ۹ دی
- ۱۳۹۳ - حادثه ۹ دی ۱۳۹۳ فروند هواپیمای آموزشی تکنام پی۹۲

## زادروزها
- ۱۳۳۰ - آندرانیک اسکندریان، بازیکن فوتبال ارمنی‌تبار
- ۱۳۳۶ - مسعود دلخواه، کارگردان و بازیگر
- ۱۳۶۳ - محمد قاضی، بازیکن فوتبال

## مرگ‌ها
- ۱۳۸۵ - صدام حسین، رئیس‌جمهور پیشین عراق
- ۱۴۰۳ -  جیمی کارتر، رئیس جمهور سابق آمریکا

## مناسبت‌ها
- «روز بصیرت و میثاق امت با ولایت» در ایران به مناسبت تظاهرات حامیان جمهوری اسلامی در ۹ دی ۱۳۸۸.[۱]